# John Muir
John Muir (Dunbar, Escocia, 21 de abril de 1838-Los Ángeles, 24 de diciembre de 1914) fue un naturalista escocés. Escribió más de 300 artículos y 10 libros, donde narró sus viajes y exploraciones. Estas publicaciones le proporcionaron una importante tribuna para exponer y defender su filosofía sobre la naturaleza, la vida salvaje y la preservación de los grandes espacios, consiguiendo un notable impacto en la sociedad de su época. En 1892 fundó el «Sierra Club», el primer grupo conservacionista de la historia.

## Biografía
A los once años emigra junto a su familia a los Estados Unidos, la tierra prometida para los europeos en busca de un futuro mejor, donde llega en 1849, instalándose en Wisconsin. El padre de Muir, hace trabajar a su familia desde la salida hasta la puesta del sol. Con su hermano, cuando pueden dejar el arado, pasean por los campos y los prados, deteniéndose con curiosidad en la contemplación de un pajarillo o en la belleza de una flor.
En 1860, se matricula en la Universidad de Wisconsin, donde cursa durante dos años estudios de Química, Geología y Botánica. También desarrolla su faceta como inventor, y presenta algunos de sus inventos en la feria estatal de Madison, donde es galardonado con dos premios.
Desde los veinte años disfruta del contacto con la naturaleza y se aficiona a realizar largas marchas a pie por Wisconsin, Iowa, Illinois y Canadá (1863) . Empieza a realizar diferentes viajes de investigación por todo el país, con el objetivo de explorar las cumbres, valles y montañas, pero también para dar respuesta a la llamada de la naturaleza, que le atrae irremisiblemente.
En 1867, cuando trabajaba en un taller de carruajes, sufre un grave accidente en el ojo, que hace temer por su vida y su visión. Afortunadamente se recupera, pero este accidente le marca y supone un cambio en su vida, ya que a partir de ese momento Muir decide dar un cambio a su existencia y dedicarse a la conservación de la naturaleza. Realiza un largo viaje donde camina más de 1800 km desde Indianápolis hasta el Golfo de México, de allí cruza hasta Cuba, regresa a Panamá, atraviesa el istmo de Centroamérica y toma un barco que por la costa oeste le lleva a San Francisco. En 1868 empieza sus exploraciones de California y Yosemite, donde entablará una profunda amistad con su guardabosques y descubridor Galen Clark. A pesar de sus muchos viajes por todo el mundo, California y Sierra Nevada, serán siempre su lugar predilecto, su paraíso poseído. En 1870 descubre los glaciares de la Sierra Californiana, los explora y desarrolla su teoría sobre la glaciación del valle de Yosemite. Incapaz de alejarse de aquellas tierras, se instala a vivir en una cabaña en el valle de Yosemite, que es a menudo visitada por gentes atraídas por su fama que empieza a crecer.
En 1871 tiene su primer encuentro con Ralph Waldo Emerson, en Yosemite, donde vive durante años. En 1879 realiza su primer viaje a Alaska, donde descubre que la bahía que había impedido el paso al explorador George Vancouver en 1794, llamada Glacier Bay, estaba libre de hielos debido al retroceso del glaciar. Descubrió también el que luego se ha bautizado como glaciar Muir.
En 1873 Muir también investigó la vegetación de la zona de Yosemite y la distribución y ecología de bosques aislados de secuoya gigante y en 1876, la Asociación Americana para el Avance de la Ciencia publicó el trabajo de Muir sobre este tema.

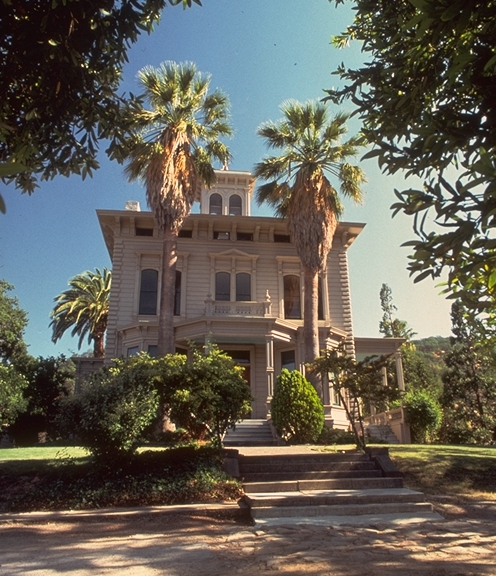
El hogar de los Muir en Martinez (California)

En 1880, contrae matrimonio con Louis Wanda Strentzel, cuya familia poseía una gran propiedad en Martinez, California, donde se traslada la familia y nacen sus hijas Wanda y Helen. Con su suegro crea una explotación agrícola de fruta, obteniendo un gran éxito. A partir de entonces se suceden sus viajes por Alaska, América del Sur, África, Australia... El principal objetivo de sus viajes es siempre la investigación, especialmente de los glaciares, y el descubrimiento, pero su curiosidad natural le impulsa a fijarse en todo aquello que ve, desde las costumbres y modos de vida de los nativos americanos, a los más variados fenómenos de la naturaleza.

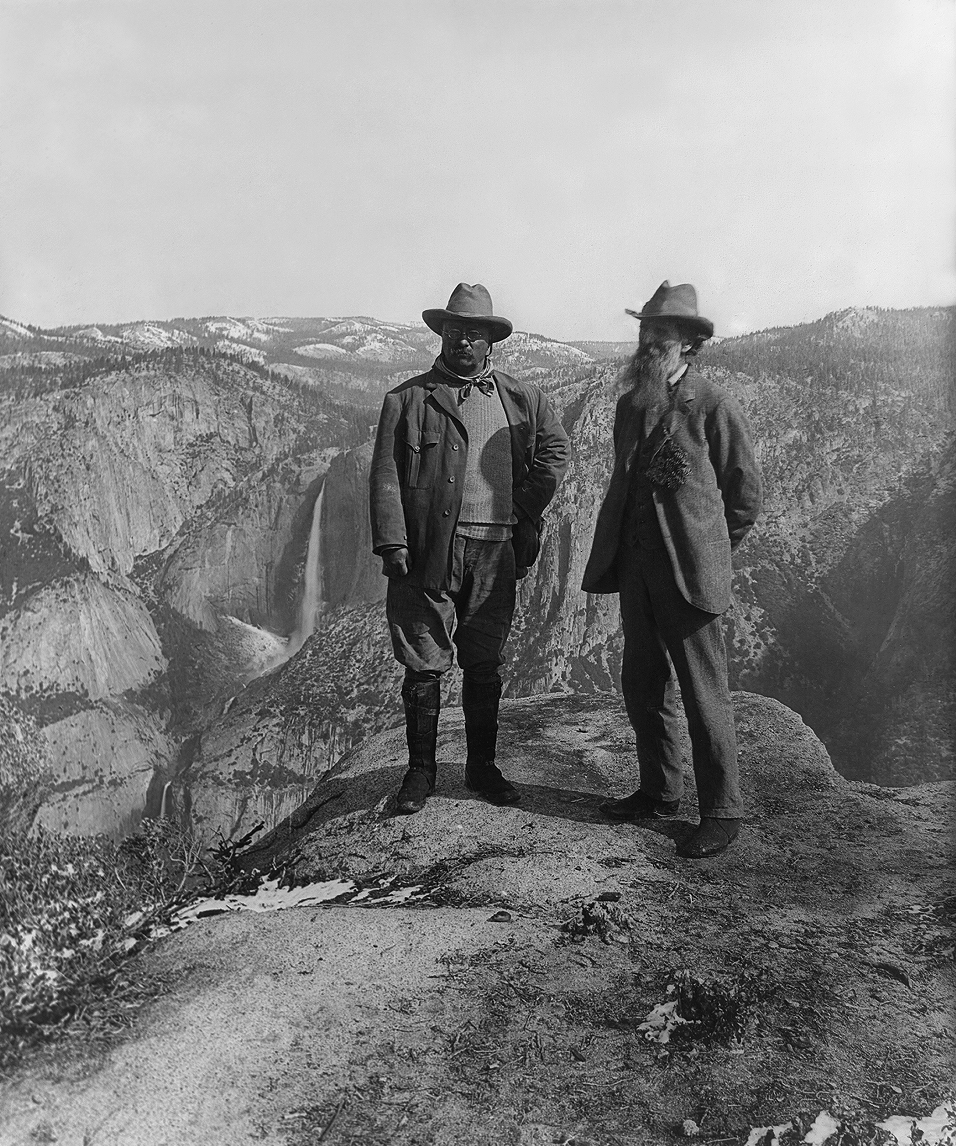
Theodore Roosevelt y Muir, 1906

En 1903, el presidente Theodore Roosevelt fue acompañado por Muir en una visita a Yosemite. Durante el viaje al parque, Muir dijo al presidente sobre la mala gestión del valle y la desenfrenada explotación de los recursos naturales.

## Algunas publicaciones

### Libros
- Studies in the Sierra (1950 reimpreso de series de 1874)

- Picturesque California (1888-1890)

- The Mountains of California (1894)

- Our National Parks (1901)

- Stickeen: The Story of a Dog. Boston: Houghton, Mifflin, (1909)

- My First Summer in the Sierra (1911)

- Edward Henry Harriman (1911)

- The Yosemite (1912)

- The Story of My Boyhood and Youth (1913)

- Stickeen: An Adventure with a Dog and a Glacier (1915)

- Letters to a Friend (1915)

- Travels in Alaska (1915)

- A Thousand-Mile Walk to the Gulf (1916)

- The Cruise of the Corwin (1917)

- Steep Trails (1919)

- John of the Mountains: The Unpublished Journals of John Muir. Con Linnie Marsh Wolfe. Reimpreso de Univ of Wisconsin Press, 459 p. (1979) ISBN 0299078841, ISBN 9780299078843

- John Muir, in His Own Words: A Book of Quotations. Con Peter Browning, compilador. Ed. Great West Books, 98 p. (1988) ISBN 0944220029, ISBN 9780944220023

- John Muir: Nature Writings. The Library of America. Ed. William Cronon & Library of America, 928 p. (1997) ISBN 1598533428, ISBN 9781598533422

- Writing the Western Landscape. Concord library. Con Mary Austin, Ann Zwinger. Ilustró Ann Zwinger. Ed. ilustrada, reimpresa de Beacon Press, 208 p. (1999) ISBN 0807085278, ISBN 9780807085271

- John Muir: Spiritual Writings. Modern spiritual masters series. Ed. Tim Flinders & Orbis Books, 141 p. (2013) ISBN 1626980357, ISBN 9781626980358

## Traducciones al español
- Muir, John (Madrid, 2004). «Viajes por Alaska». Desnivel. ISBN 84-96192-52-0.

- Muir, John, (Madrid, 2018) <<Cuaderno de Montaña>> VOLCANO Libros ISBN: 978-84-947471-4-4 Depósito Legal M-3347-2018

- Muir, John [traducción: Alberto Chessa] (Madrid, 2018). «Mi primer verano en la Sierra». Fundación Equo. ISBN 978-84-948761-2-7.

## Honores

### Eponimia
Geografía
- Monte Muir
- Glaciar Muir

Asteroides
- 128523 Johnmuir

Mineral
- Muirita

Flora
- (Asteraceae) Erigeron muirii A.Gray[3]
- (Asteraceae) Carlquistia muirii (A.Gray) B.G.Baldwin[4]
- (Rosaceae) Ivesia muirii A.Gray[5]

Fauna
- Troglodytes troglodytes muiri
- Ochotona princeps muirii
- Thecla muirii
- Amplaria muiri[6]
- La abreviatura «J.Muir» se emplea para indicar a John Muir como autoridad en la descripción y clasificación científica de los vegetales.[7]

Aeronáutica
- Boing 747/Global Super Tanker